# 鞠枫
鞠枫（1995年1月11日—），中国足球运动员，司职中场。现效力于中超球队广州恒大淘宝。

## 球会生涯
鞠枫曾在沈阳鑫远翔俱乐部效力，曾代表辽宁出战过2013年全运会，2014年初短暂效力广州富力预备队，随后加盟广州恒大并效力至今。2017年3月9日，日本J2联赛球队爱媛FC官方宣布租借鞠枫，租期至2018年1月1日。6月21日，天皇盃主场2-1讚岐卡馬達馬尼的比赛中，他首次代表球队出场。赛季结束，他仅在杯赛出场三次，联赛未有出场。
2019赛季初，降级到中甲的长春亚泰的球员何超转会广州恒大，鞠枫作为交易的一部分被租借到亚泰。但他因与亚泰产生合同纠纷而未被正式注册，最终留在恒大预备队跟训。中国足协仲裁庭裁定鞠枫租借无效，但由于没有注册，他全年无球可踢。
2020年初，鞠枫曾试训中甲球队陕西长安竞技，但最终作为恒大足球学校队员参加当年7月复赛的2019-20赛季广东省超级联赛。

## 国家队生涯
2017年1月，鞠枫首次入选U22中国国家队。